# بیمه حمل و نقل
بیمه حمل و نقل (انگلیسی: Shipping insurance) نوعی پوشش بیمه‌ای است که برای محافظت از کالاها در برابر آسیب، از دست دادن یا سرقت در طول فرایند حمل و نقل طراحی شده است. این بیمه به جبران خساراتی می‌پردازد که ممکن است برای کالاها در حین جابجایی از یک مکان به مکان دیگر، چه از طریق زمینی، دریایی یا هوایی، رخ دهد.

## انواع و کاربردها
بیمه حمل و نقل بسته به نوع وسیله نقلیه و ماهیت کالا، می‌تواند شامل زیرشاخه‌های مختلفی باشد:
- بیمه باربری دریایی: این نوع بیمه، خسارات وارده به کالاها را هنگام حمل و نقل از طریق دریا پوشش می‌دهد. این قدیمی‌ترین شکل بیمه حمل و نقل است و شامل زیان‌های ناشی از غرق شدن کشتی، آتش‌سوزی، طوفان و سایر خطرات دریایی می‌شود.
- بیمه باربری زمینی: این بیمه، کالاها را در طول حمل و نقل با کامیون، قطار یا سایر وسایل نقلیه زمینی در برابر حوادثی مانند تصادف، سرقت و آتش‌سوزی محافظت می‌کند.
- بیمه باربری هوایی: این پوشش برای کالاهایی است که از طریق هواپیما حمل می‌شوند و خطرات مربوط به حمل و نقل هوایی را پوشش می‌دهد.

همچنین، بیمه حمل و نقل می‌تواند به صورت «تمام خطر» باشد که طیف وسیعی از خطرات را پوشش می‌دهد، یا به صورت «خطرات نامبرده» که تنها خطرات مشخصی را تحت پوشش قرار می‌دهد.

## اهمیت
با توجه به ماهیت پرخطر حمل و نقل کالا، به‌ویژه در مسافت‌های طولانی و بین‌المللی، بیمه حمل و نقل اهمیت زیادی دارد. بدون این پوشش، هرگونه آسیب یا از دست دادن کالا می‌تواند ضررهای مالی قابل توجهی را به فرستنده یا گیرنده تحمیل کند. این بیمه به تجار و بازرگانان آرامش خاطر می‌دهد و ریسک‌های مالی ناشی از حوادث پیش‌بینی نشده را به حداقل می‌رساند و تضمین می‌کند که حتی در صورت بروز مشکل، سرمایه آنها محفوظ بماند.